# Parasteatoda kaindi
Parasteatoda kaindi là một loài nhện trong họ Theridiidae.
Loài này thuộc chi Parasteatoda. Parasteatoda kaindi được miêu tả năm 1982 bởi Levi, Lubin & Robinson.